# Teste do sofá
O teste do sofá é um eufemismo para um fenômeno sociológico que envolve a troca de favores sexuais por uma pessoa na condição de aspirante, empregado, aprendiz ou subordinado a alguém que lhe seja superior em retorno por algo que interesse ao subordinado. Segundo a autora do livro Encyclopedia of Prostitution and Sex Workers, Melissa Hope Ditmore, "Hollywood confunde a noção [da prostituição] ainda mais com o "teste do sofá," onde mulheres trocavam sexo por papéis em filmes ou trabalhos de modelo. (...) [M]ulheres que não se consideravam prostitutas realmente dormiram com diretores e produtores para avançarem suas carreiras." Análogo à prostituição, ao invés de dinheiro, o pagamento pelo favorecimento no teste do sofá é uma promoção no emprego, um trabalho vantajoso, uma vaga de mestrado ou doutorado, etc. Carreiras altamente desejadas, tradicionalmente de difícil acesso e onde há uma forte ênfase na aparência do subordinado, como as indústrias do cinema, da televisão, da música e especialmente da moda têm sido parte das histórias referentes ao teste do sofá na cultura popular. Esse tipo de troca de favores é altamente antiética, imoral, uma forma de abuso de poder e pode-se tornar um escândalo caso atinja a mídia, como ocorreu com o ex-diretor Fábio Guimarães.
O conceito de "teste do sofá" geralmente refere-se à indústria do entretenimento, mas pode-se aplicar a qualquer área que seja altamente desejada e competitiva.

## Características
O teste do sofá envolve o superior demandar um favor sexual de um subordinado oferecendo em retorno uma vantagem econômica ou ocupacional ou o subordinado seduzindo o superior com o interesse de ganhar vantagens na carreira.
O teste do sofá não se restringe a nenhum sexo em particular ou a um lado específico (nem mesmo a idades). No seu sentido mais amplo implica todos os acordos que envolvam contacto sexual em troca de segurança econômica ou melhorias na carreira.
Há casos, também, de pessoas que são responsáveis por recrutar candidatos em empresas, de posse de seus currículos, em troca de prazeres sexuais. O mesmo de posse do currículo simula entrevistas visando "algo mais", aproveitando-se do desespero em busca do emprego.
A profissionalização no mercado da moda também tem padrões antiéticos bastante comuns de ocorrer em seus processos de seleção. Mesmo em algumas das agências consideradas de respeito e as melhores do ramo, muitas vezes o teste do sofá é praticamente um pré-requisito não oficial para modelos serem chamados para castings. "O fenômeno é uma grande realidade e as pessoas deveriam saber sobre isso," afirma a modelo israelita Rina Goulan em entrevista para o jornal India Today. "Foi uma surpresa [para mim] que as pessoas reagiram com descrença quando o assunto [do teste do sofá] foi mencionado.". É comum a existência de websites com dicas para aspirantes a modelo ou modelos iniciantes explicarem que não há como contornar a atmosfera sexualmente carregada da indústria. Por isso, se a aspirante ou novata não estiver preparada para enfrentar situações do gênero e sair ilesa, é melhor simplesmente buscar outro tipo de carreira. Afinal, como não é de se esperar que a realidade da indústria mude tão cedo assim, o melhor é aprender a lidar com o fato.

## No mundo

### Brasil
- Em 2006,  um dos diretores do humorístico Zorra Total, Fábio Guimarães, foi demitido por alegada "quebra de confiança", após circular um e-mail com mensagens eróticas e fotos pornográficas.
- Em 2011 o ator Nil Gomes acusou Dennis Carvalho do teste do sofá, afirmando ter mantido relações sexuais com Carvalho desde janeiro de 2009, e que o mesmo o prometia um papel em sua próxima novela em troca de relações sexuais.[9][10][11] Gomes processou Carvalho, mas perdeu a ação na justiça.[12][13]

### Estados Unidos
- Em seu livro de 1991 You'll Never Eat Lunch in This Town Again, ganhadora do Oscar Julia Phillips tentou expor muitas das instituições de Hollywood e confirmou que a mentalidade do "teste do sofá" está em pleno funcionamento em Hollywood.
- Em um artigo de 1995, o jornalista Peter Keough descreveu Hollywood como "uma cidade onde todo mundo está vendendo corpo e alma por fama e fortuna, e todos – especialmente mulheres – são considerados mercadorias".[14]
- Em uma entrevista em 1996, o ator Woody Harrelson declarou que "todo negócio [de atuação] que eu já entrei em Nova Iorque pareceu ter testes do sofá ... Eu vi tantas pessoas dormirem com gente que eles têm nojo para avançar as suas ambições."[15]
- Em uma entrevista em 1997, a atriz Jenny McCarthy disse: "Eu era a única garota no meu círculo de amigas que não estava dormindo com alguém para ganhar um trabalho".[16]
- Em um encontro de classe em 2005, o produtor Chris Hanley disse aos seus antigos colegas que "quase toda a atriz principal em todos os [seus] 24 filmes dormiu com o diretor ou o produtor ou ator principal para conseguir aparte que lançou a sua carreira".[17]
- Em 2009 Megan Fox disse que diretores muito famosos fizeram proposições sexuais a ela durante seleções para papéis em filmes.[18]
- No início de sua carreira, Gwyneth Paltrow disse que foi convidada a acabar um encontro de negócios no quarto. Ela disse entender como alguém que não sabe como as coisas funcionam poderia se preocupar pensando "minha carreira estará arruinada se eu não fizer um boquete neste cara!"[19]
- Lisa Rinna falou que em uma entrevista onde era candidata para um papel em uma série de televisão proeminente, o seletor a pediu "apenas uma rapidinha. Apenas abaixe a sua calcinha e se abaixe e o papel é seu".[20]
- Em 2011, Corey Feldman alegou ser uma vítima infantil do teste do sofá, e que não é incomum crianças serem vítimas, citando pedofilia como o maior de todos os problemas em Hollywood.[21]

### Europa
- Em 1998 e 1999, o produtor Alain Sarde e o ator Robert de Niro foram dois dos cineastas de alto nível envolvidos em dois processos judiciais parisienses que expõem a fronteira entre o teste do sofá e a prostituição para aspirantes a modelos e estrelas.[22]
- Em 2005, o diretor de cinema francês Jean-Claude Brisseau foi considerado culpado de assediar sexualmente duas atrizes entre 1999 e 2001 durante as audições de Choses Secrètes (2002).[23]
- Em 2008, a atriz Ingrid Pitt descreveu os avanços indesejáveis de dois produtores em hotéis.[24]
- Em agosto de 2012, a atriz Julie Delpy falou sobre os pedófilos do teste do sofá na França na década de 1980.[25]
- Em 2013, Myleene Klass declarou, "Não creio que haja uma única pessoa na indústria do entretenimento que não tenha, em algum momento, experimentado o negócio do teste do sofá".[26] Mais cedo, em 2010, ela revelou que uma grande estrela de Hollywood queria assinar um contrato sexual com ela.[27]

### Ásia
- Um caso típico de “teste do sofá” ocorreu na Índia em 2004, quando uma atriz, Preeti Jain, fez uma ocorrência policial alegando que o diretor Madhur Bhandarkar a explorou sexualmente por muitos anos com promessas de selecioná-la para um papel principal no seu próximo filme, mas nunca recebeu papel algum. Segundo ela, Bhandarkar fez sexo com ela repetidamente de 1999 a 2004 em seu apartamento, em um hotel e vários outros locais.[28]
- Em 2005, no programa televisivo indiano India's Most Wanted, um programa televisivo investigativo, pegou o apresentador do Indian Idol, Aman Verma, e o ator de Bollywood Shakti Kapoor em uma operação disfarçada e os acusou de abusarem de suas posições para forçarem mulheres a terem sexo com eles. Evidências em vídeo foram produzidas de Kapoor fazendo avanços na menina-isca, nas quais Kapoor diz à menina que as estrelas Aishwarya Rai, Rani Mukerji e Preity Zinta dormiram com pessoas como Subhash Ghai, Yash Chopra e Yash Johar para chegar onde estavam. Verma, Kapoor e a maioria da indústria cinematográfica de Bollywood se defenderam, chamando as alegações do programa de infundadas e sensacionalistas, e alegam que as filmagens de Kapoor são enganosas.[29]
- Em 2006 a atriz chinesa Zhang Yu lançou 20 vídeos de sexo gráfico, os quais ela mesma filmou, para documentar as suas alegações de que ela ganhou muitos de seus papéis através do teste do sofá.[30] Os vídeos haviam sido postos no website YouTube, mas foram subsequentemente removidos.
- em 2009 a atriz indiana Suchitra Krishnamoorthi reportou um incidente em seu blog no qual ela escapou por pouco de avanços sexuais de um produtor durante uma seleção para um papel para um filme. [31]
- Em 2009 a atriz coreana Jang Ja-yeon, estrela da série televisiva Boys Over Flowers, cometeu suicídio e deixou uma carta de suicídio alegando ter sido fisicamente abusada pelo seu agente e de ter sido forçada a ter sexo com muitos executivos da mídia, diretores de filmes, diretores de programas e CEOs.